# Буров, Абрам Вениаминович
Буров Абрам Вениаминович (род. 28 октября 1912, Украинская ССР, Запорожская область — 30 августа 2000) — военный журналист. Автор книги «Блокада день за днем», которую он писал в течение десяти лет.

## Биография
Учился в Харькове, стал журналистом. Работал фотокорреспондентом в газете «Смена», затем писал статьи и репортажи.
В 1937 году став жертвой политических репрессий, был уволен из газеты «Смена», выселен из квартиры. Принял участие в финской кампании 1939—1940 гг.
В блокадные дни работал в Ленинграде в газете «На страже Родины», затем в газете военно-воздушных сил Ленинградского фронта. Летал на самолётах в качестве стрелка-радиста. Стал офицером. В отставку ушел в звании подполковника.
Всю свою послевоенную литературную деятельность посвятил теме войны и блокады Ленинграда. Он написал около десяти книг.

## «Блокада день за днем»
«Блокада день за днем» — самая известная его книга, которую он писал в течение десяти лет. Для написания он использовал материалы, которые хранятся в архиве Института истории партии Ленинградского обкома КПСС, в Центральном государственном архиве Октябрьской революции и социалистического строительства г. Ленинграда, в архиве Министерства обороны СССР, в Центральном военно-морском архиве, в Архиве военно-медицинских документов, в Ленинградском архиве кинофотодокументов и Ленинградском архиве литературы и искусства.
Книга подробно описывает все 900 дней блокадного Ленинграда.
Заместитель председателя Комитета по печати Анатолий Аграфенинн считает, что «Блокада день за днем» представляет собой «уникальный труд военного журналиста, блокадника, изучившего и систематизировавшего огромное количество документов, составивших хронику страшных дней … другого такого издания, прослеживающего хронику блокады, не существует».

## Работы
- «Блокада день за днем»
- «Человек не пропал без вести»
- «По следам подвига»
- «Линия жизни»
- «Легенда без вымысла»
- «Твои герои, Ленинград»
- «Огненное небо»
- Соавтор книги «Ленинградская авиация»

В его книге «Твои герои, Ленинград» представлен список ленинградцев, которые были удостоенные звания «Героя Советского Союза».

## Награды
- Медаль «За боевые заслуги»;

- Медаль «За оборону Ленинграда»[3];

- Медаль «За отвагу»[4];

- Медаль «За победу над Германией в Великой Отечественной войне 1941—1945 гг.»[5];

- Орден Красной Звезды[6][7];

- Орден Отечественной войны II степени[8].